# Col de la Savine
Le col de la Savine est un col de montagne routier à 984 mètres d'altitude dans le massif du Jura. Il est situé dans le département du Jura et relie Saint-Laurent-en-Grandvaux à Morez.

## Géographie
Dans un environnement forestier du parc naturel régional du Haut-Jura, il se trouve sur la commune de Morbier. La route nationale 5 (Paris-Saint Gingolph) passe par ce col.
La voie ferrée des Hirondelles (section de la ligne d'Andelot-en-Montagne à La Cluse) passe sous le col par le tunnel de la Savine de 2 081 m de long.

## Cyclisme
La 5e étape a du Tour de France 1935 reliant Belfort à Genève et remportée par le Français Maurice Archambaud a franchi le col de la Savine, sans toutefois que celui-ci figure au grand prix de la montagne. Il en va de même lors de la 23e étape du Tour de France 1951, de la 7e étape du Tour de France 1969, de la 6e étape du Tour de France 1973, de la 9e étape du Tour de France 1974 et de la 8e étape du Tour de France 1976.
En revanche, le col figure au classement, chaque fois en troisième catégorie, lors de la 20e étape du Tour de France 1954, franchi en tête par l'Espagnol Federico Bahamontes, puis lors de la 16e étape du Tour de France 1972, avec un passage seul en première position du Belge Lucien Van Impe.
Le col est sur le parcours de la 8e étape du Tour de France 2022, sans être pris en compte au Grand prix de la montagne.